# Jean-Joseph Rabearivelo

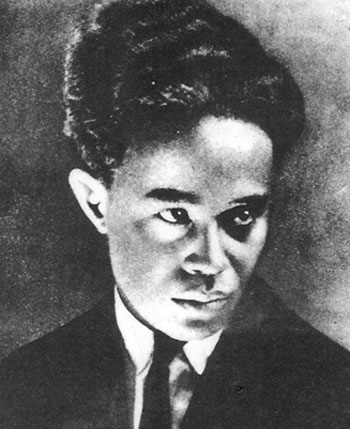
Jean-Joseph Rabearivelo

Jean-Joseph Rabearivelo (* 4. März 1901 in Ambatofotsy; † 22. Juni 1937 in Antananarivo) war ein madagassischer Schriftsteller und Übersetzer.

## Leben und Werk
Rabearivelo wurde unehelich geboren. Wie seine Mutter gehörte Rabearivelo zum Merina-Adel, der seine Herkunft von König Ralambo (1575–1610) herleitet. Er besuchte die Schule der Frères des Écoles chrétiennes in Andohalo (Antananarivo) und das Jesuitengymnasium Saint-Michel in Amparibe, das er im Alter von 13 Jahren wegen Disziplinlosigkeit verlassen musste. Von da an bildete er sich autodidaktisch fort, las Bücher und veröffentlichte bereits 1915 Verse in der Zeitschrift Vakio ity unter dem Pseudonym K. Verbal.
Die verschiedenen Tätigkeiten, die er als Jugendlicher ausübte, ließen ihm viel Zeit zum Lesen und gewährten ihm Zugang zu Büchern und Zeitschriften. So war er Sekretär und Dolmetscher bei der Kreisverwaltung in Ambatolampy, Zeichner von Entwürfen von Spitzen für Anna Gouverneur, der er Gedichte widmete; dann betreute er die Bibliothek des Cercle de l’Union, schrieb Chroniken für die zweisprachige Zeitschrift Journal de Madagascar unter dem Pseudonym Amance Valmond, zunächst auf Madagassisch, dann auch auf Französisch. Das 1921 erschienene Versdrama Le prince s’amuse widmete er dem Dichter Pierre Camo, der damals Kolonialbeamter in Tananarive war.
1926 heiratete er Marguerite Razafitrimo, genannt Mary, deren Familie in Tananarive ein Foto-Studio hatte. Zu dieser Zeit arbeitete er als Korrektor in der Imprimerie de l’Imerina, einer Druckerei, die auch Gedichte von ihm druckte. Mit seiner Frau Mary hatte er einen Sohn und vier Töchter, von denen eine im Alter von zwei Jahren starb.
Rabearivelo übersetzte französische Dichter (Valéry, Verlaine, Rimbaud und vor allem Baudelaire) sowie Rilke, Poe, Tagore, Whitman u. a. ins Madagassische. Er schrieb auch für europäische Zeitschriften (u. a. Anthropos in Wien).
In Tananarive wurden Volksopern, zu denen er die Texte geschrieben hatte, aufgeführt: 1935 Aux portes de la ville und 1936 Imaitsoanala, fille d’oiseau.
Trotz literarischer Erfolge und zahlreicher brieflicher Kontakte mit literarischen Größen seiner Zeit fühlte sich Rabearivelo als Außenseiter: die Madagassen verstanden sein Werk nicht und für die französischen Kolonialherren war er ein „Eingeborener“, dessen Vertrautheit mit der französischen Sprache und Kultur sie eher misstrauisch beäugten. Eine Einladung zur Pariser Weltausstellung von 1937 wurde wieder zurückgezogen.
Zutiefst enttäuscht, krank und mittellos nahm sich der Dichter das Leben. Er vergiftete sich selbst mit Zyanid.
Bis zuletzt führte er ein Tagebuch, von dem 1833 handschriftliche Seiten in französischer Sprache, beginnend im Januar 1933, erhalten sind. Dieser Text, der seine gewaltige Lektüreerfahrung und die Verbundenheit mit der Literatur seiner Zeit dokumentiert, wurde 2010 im ersten Band der gesammelten Werke veröffentlicht.

## Werke
- La Coupe de Cendres, 1924,
- Sylves, 1927,
- Volumes, 1928,
- Presque-Songes. Sari-Nofy. Ed. bilingue français-malgache. [1934]. Sepia-Verl. 2006. ISBN 2-84280-119-9
  - Die Traumstücke. Gedichte. Übertragen von Rulo Melchert, Berlin: Ed. Karolinenhof 2002. ISBN 978-3-936455-11-3
- Traduit de la Nuit. Ed. bilingue français-malgache. [1935]. 2007. ISBN 978-2-84280-125-0
- Chants pour Abeone, 1937,
- Vieilles chansons des pays d'Imerina. Procedees d'une biographie du poete malgache par Robert Boudry. 1939.
- L’Interférence, 1989,
- Œuvres complètes. Teil 1. 2010., Teil 2. 2012